# Iki (Nagasaki)
Pour les articles homonymes, voir Iki.
Iki (壱岐市, Iki-shi) est une ville japonaise située dans la préfecture de Nagasaki.

## Géographie

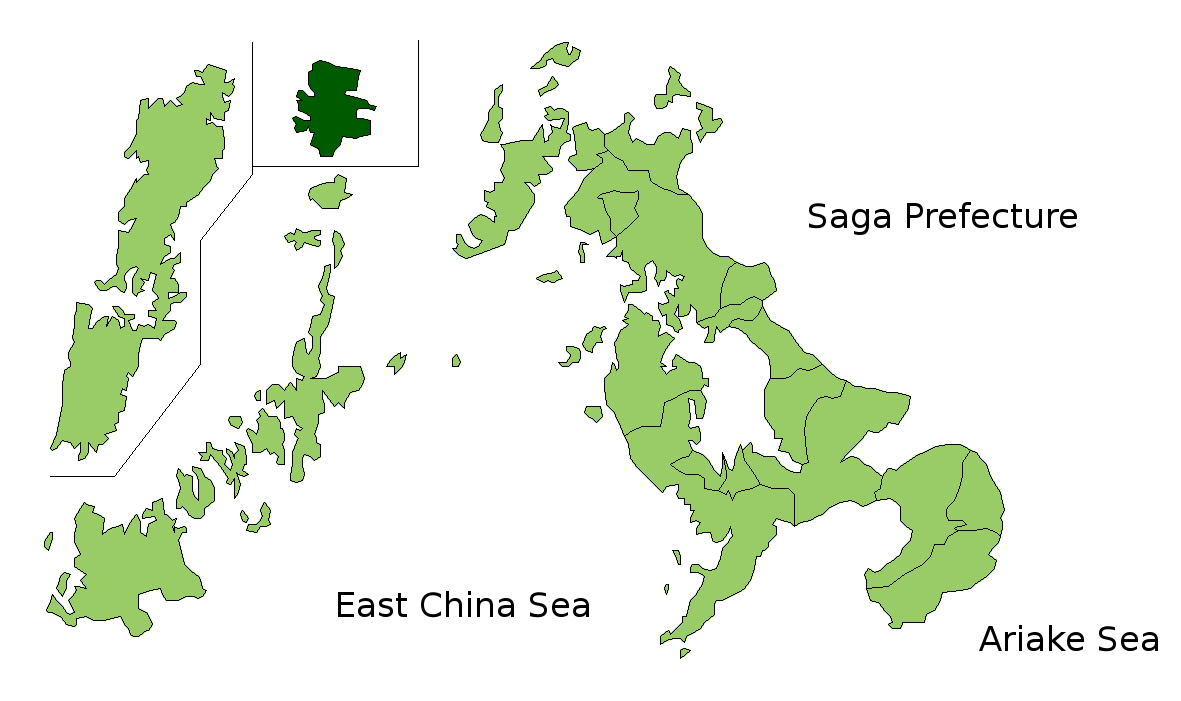

### Situation
Iki est située sur l'Île Iki dans le détroit de Tsushima, à environ 20 km au nord-nord-est de la côte de Kyūshū.

### Démographie
En avril 2021, la population d'Iki était de 25 699 habitants, répartis sur une superficie de 139,42 km2.

## Histoire
La ville d'Iki a été créée en 2004, par la fusion de quatre municipalités voisines : Gōnoura, Katsumoto, Ashibe et Ishida.

## Transports
Iki possède des terminaux de ferry à Ashibe, Ishida et Gōnoura, qui relient Iki à Kyūshū. Situé sur la côte est, l'aéroport d'Iki relie l'île à Nagasaki. La route nationale japonaise 382 relie les hameaux de l'île et la compagnie de bus Iki-kotsu assure les transports en commun.